# Casa consistorial de Sevilla
La casa consistorial de Sevilla es un edificio del siglo XVI. Es el primero de estilo plateresco realizado en España. Es la sede del Ayuntamiento de Sevilla.

## Historia

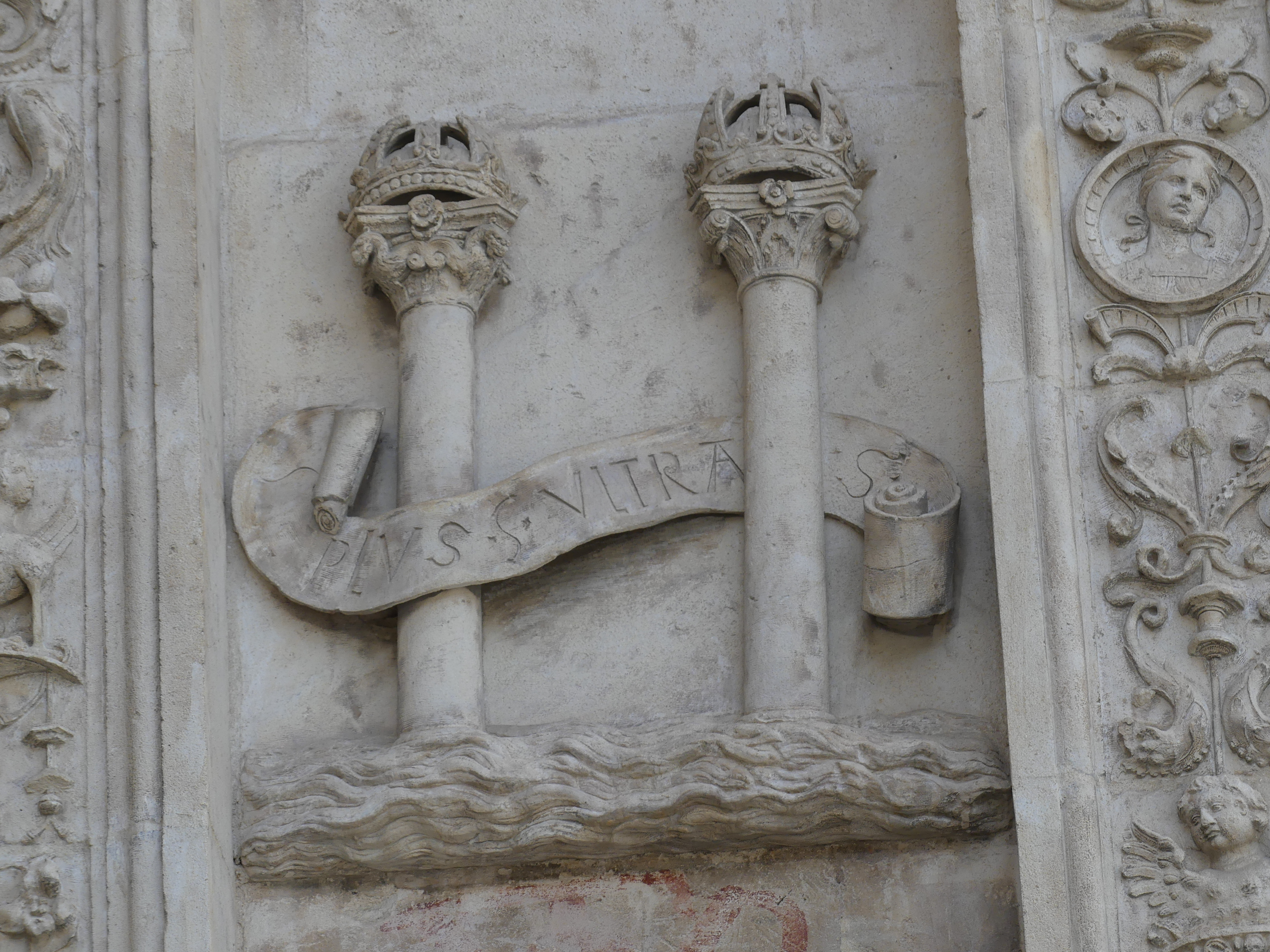
Las columnas de Hércules con el lema Plus Ultra, emblema de Carlos V, en los relieves del de la casa consistorial.

En la Edad Media se construyó junto a un lienzo de muralla el corral de los Olmos. Este se encontraba junto a la fachada este de la catedral y la fachada principal del palacio arzobispal, en el entorno de la actual plaza Virgen de los Reyes. El corral de los Olmos albergaba el cabildo municipal y el cabildo catedralicio, que era el propietario de todo el conjunto. El cabildo municipal era de estilo mudéjar y se realizaron obras en el mismo en 1437, dirigidas por el maestro de obras del Alcázar, Hamete, y por el maestro albañil Abraham. A comienzos del siglo XVI los maestros de obras Francisco Jiménez y Bartolomé Díaz hicieron una portada mudéjar.
A comienzos del siglo XVI el cabildo municipal decidió la construcción de una nueva sede. La ciudad había experimentado un gran crecimiento económico debido a que en 1503 se había instalado en ella la Casa de Contratación de Indias. En marzo de 1526 tuvo lugar en la urbe la boda del emperador Carlos I de España y V del Sacro Imperio Romano Germánico con su prima Isabel de Portugal.
Se decidió que la nueva sede fuese en la plaza de San Francisco, donde ya se encontraba la Real Audiencia. Entonces, esta plaza era un lugar para el comercio. Cerca de aquel lugar estaba la alcaicería de la Seda. El nombre de la plaza se debía a que en el lado oeste estaban la entrada del compás y la cabecera de la iglesia del convento de San Francisco, que era la casa grande de la orden en Sevilla. Las obras empezaron en el último trimestre de 1526.

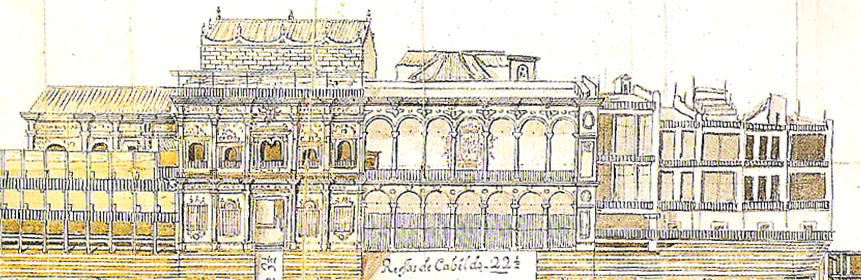
La casa consistorial en 1730. La parte izquierda del edificio, donde está el arquillo, se encuentra tapada por unas gradas.

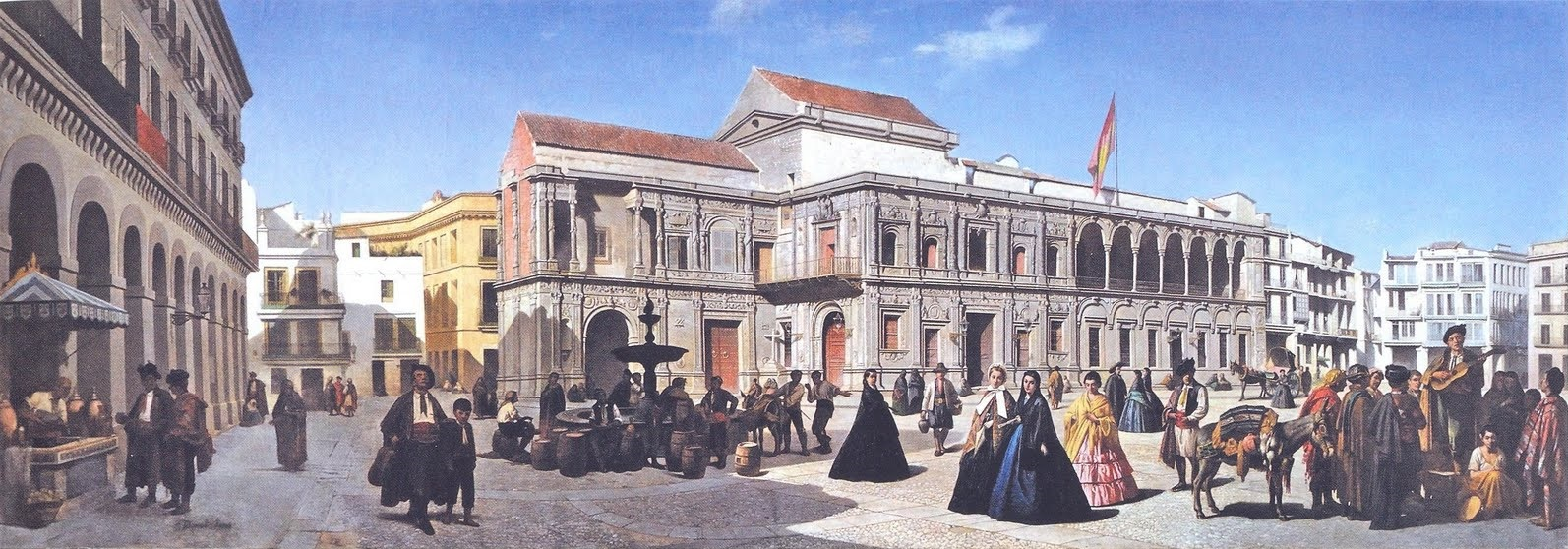
La plaza de San Francisco en 1850.

Las obras comenzaron bajo la dirección del maestro mayor Diego de Riaño. En enero de 1527 empezaron a llegar cargamentos de piedras de Utrera que habían sido contratadas con los canteros Juan y Francisco García. En marzo de 1527 el herrero Juan Doncel proporcionó a Diego de Riaño herramientas para los canteros de la obra. Entre los primeros trabajadores figura como aparejador Arnao. En la obra participaron canteros de Sevilla, las Vascongadas y Francia. A lo largo de 1528 fue llegando más piedra de Utrera y de El Puerto de Santa María. Las obras fueron paralizadas el 24 de diciembre de 1529 por falta de fondos.
Las obras se reanudaron en 1532. Riaño viajó a El Puerto de Santa María para encargar más cargamentos de piedra. En agosto, empezó la realización de los relieves el entallador Nicolás de León, que ya había colaborado con el maestro mayor en la construcción de las capillas de los Alabastros de la catedral de Santa María de la Sede de Sevilla. En 1533 Riaño fue a buscar más artistas para los relieves a Plasencia, donde estaba construyendo la catedral de Santa María de la Asunción el cantero Pedro de Mayda. En abril de 1533 llegaron para esta labor los entalladores Diego Guillén Ferrant y Jacques Gonçalo Herrandes. La construcción de las bóvedas comenzó en diciembre de 1533. En 1534 Roque Balduque realizó el escudo de la ciudad que hay en el muro oeste de la sala capitular baja.
En 1534 Diego de Riaño se trasladó a Valladolid para las obras de la colegiata de Santa María la Mayor, falleciendo en esa ciudad el día 30 de noviembre. El entonces aparejador, Juan Sánchez, pasó a ser el maestro mayor, aunque con el mismo proyecto diseñado por Riaño. A mediados de 1535, Sánchez dirigió una ampliación de la casa consistorial.
La ampliación tuvo lugar en unas casas anejas adquiridas a Constanza Hernández que ya habían sido usadas como almacén durante la construcción del ayuntamiento. Las casas fueron derribadas en octubre de 1535 y posteriormente se comenzó con la construcción del Juzgado de Fieles Ejecutores. En esta obra trabajaron los canteros Pedro de Riaño y Juan Lorenzo y el entallador Diego Guillén. Los frisos fueron realizados por varios entalladores, entre los que estaban Toribio de Liébana y Juan Nogués. Las bóvedas de este sector fueron labradas entre finales de 1538 y mediados de 1539. En el muro que hace frontera con la avenida y en el arco que daba acceso al compás del convento intervinieron los entalladores Toribio de Liébana, Juan de Landeras, Diego de Lara y Gonzalo del Castillo.
Finalizada la planta baja, se realizó el primer piso en 1540. La construcción de la escalera finalizó hacia 1545. En la decoración de la escalera participó Roque Balduque.
El cuerpo alto de la casa consistorial fue construido entre 1550 y 1561. Las obras estuvieron dirigidas por Juan Sánchez, aunque a partir de 1558 colaboró con él Hernán Ruiz el Joven. Posteriormente, se colocó un techado de madera en la parte superior, que quedó finalizado en 1562 con la techumbre de la zona del archivo. Posteriormente se retiraron los andamios y se taparon con ladrillos los hoyos donde estos habían sido colocados. En 1563 comenzó la construcción de una doble galería porticada con pilares en la fachada que daba a la plaza de San Francisco para que pudieran contemplarse desde allí los espectáculos que se realizaban en ella. Aquella obra fue diseñada y dirigida por Hernán Ruiz el Joven y participaron en su construcción Juan Cabello, Francisco Rodríguez, Francisco de Becerril y Luis de Ofis. La galería quedó terminada en agosto de 1564. En 1570 el carpintero Rodrigo Infante realizó el aljarfe, las puertas y las ventanas de la contaduría.
A comienzos de la década de 1570 se construyó la capilla del cabildo, realizada por el maestro mayor Benvenuto Tortello en la aneja casa grande de San Francisco.

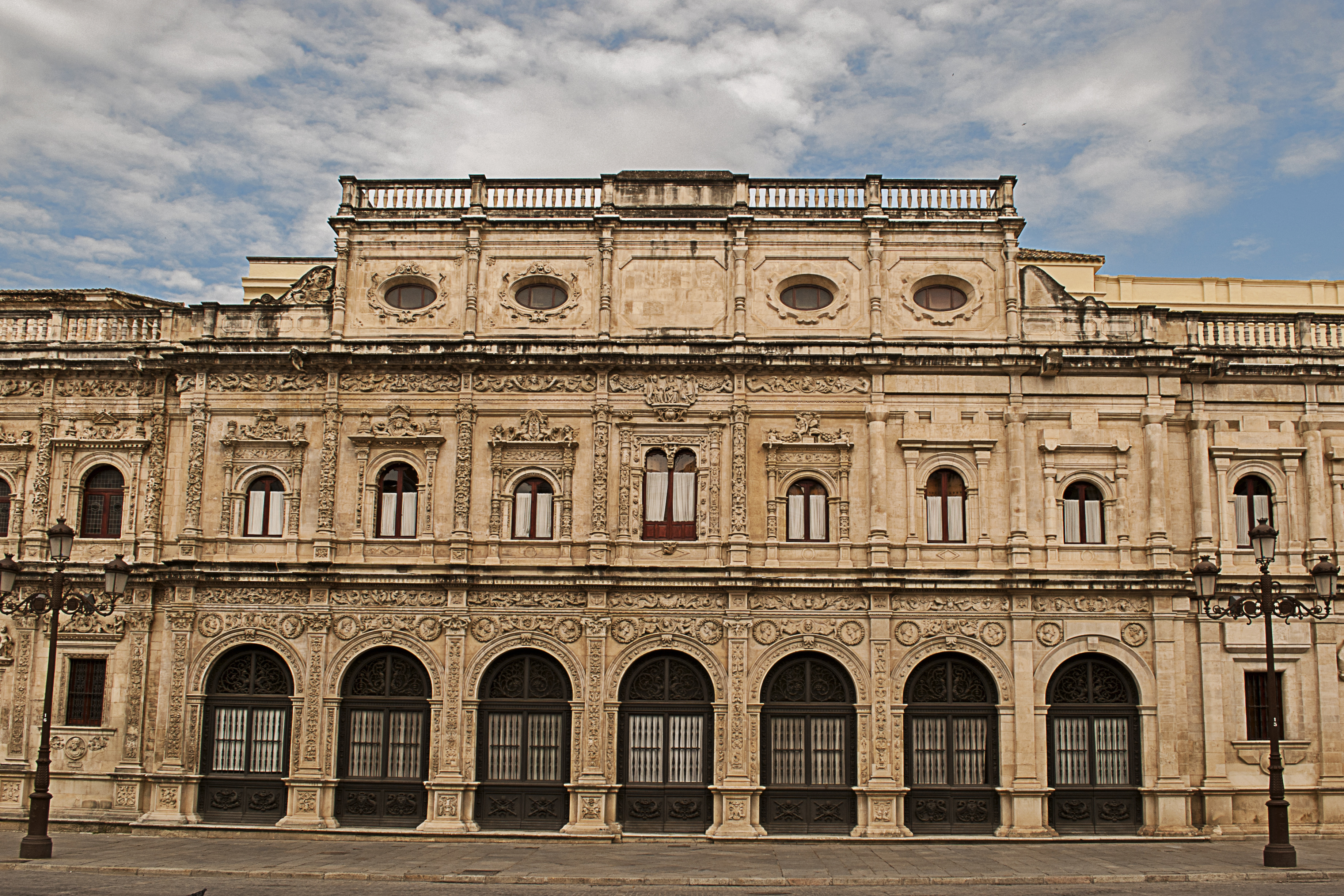
Fachada de la casa consistorial de Sevilla en la plaza de San Francisco.

A finales de 1573 quedó concluida la sala capitular alta, con la colocación de un artesonado dorado por el pintor Miguel Vallés y con la instalación de vidrieras y rejas en las ventanas.

### Siglo XIX

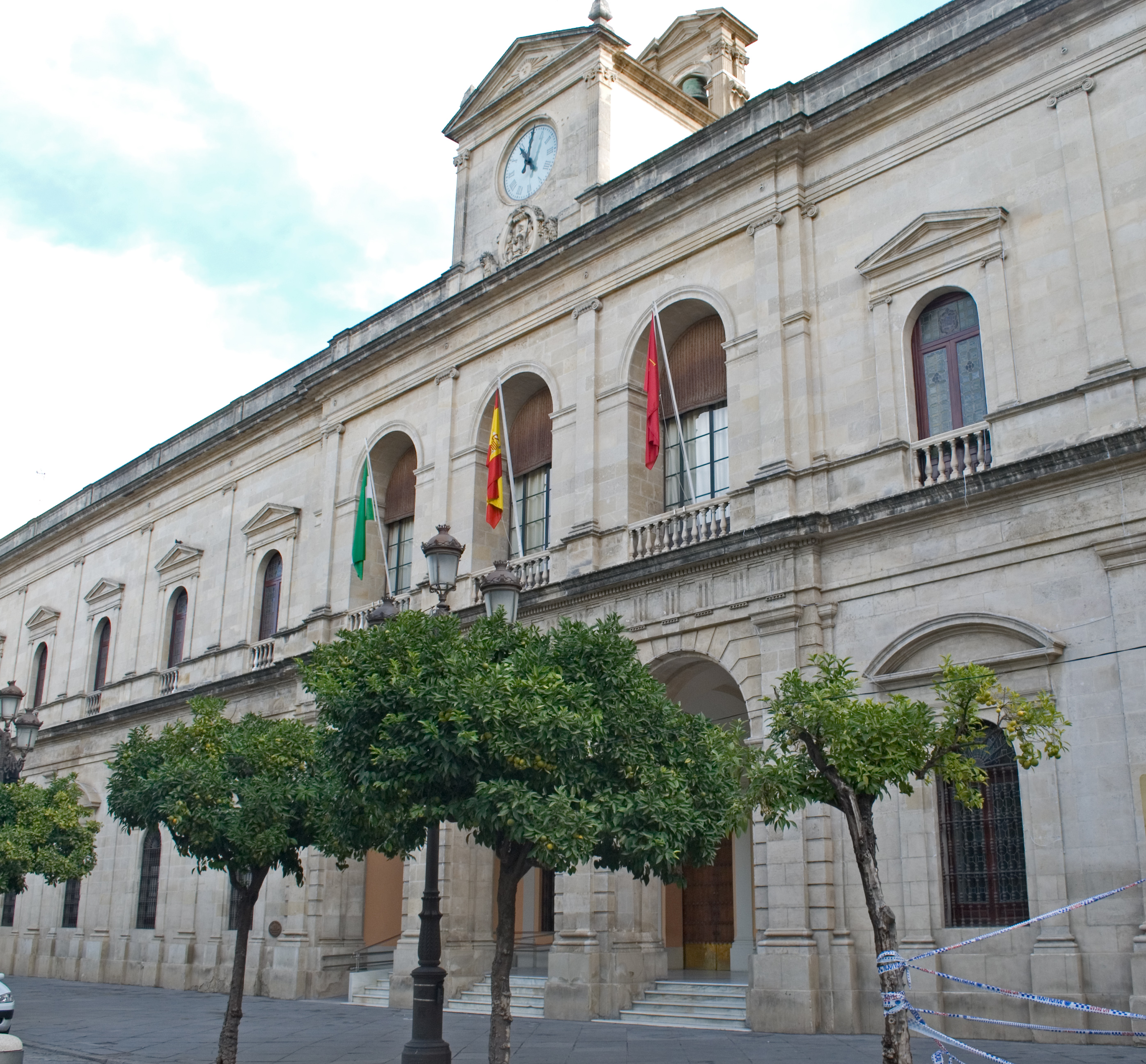
Fachada principal de casa consistorial de Sevilla, a la plaza Nueva.

El final de la aneja casa grande de San Francisco comenzó con la invasión francesa de la ciudad. Aunque iba en contra de las capitulaciones de la rendición, en febrero de 1810 las tropas francesas ocuparon este convento y lo convirtieron en un cuartel. Muchos de sus cuadros de arte sacro fueron expoliados por el mariscal Soult y llevados a Francia donde, posteriormente, se dispersaron por otros museos y colecciones. En abril de 1810 los franceses decretaron la intención de crear en la zona nuevas calles y una plaza. En noviembre del mismo año el edificio fue destruido por un incendio, salvándose del mismo la iglesia y las tapias. El proyecto urbanístico no se llevó a cabo ya que, tras la retirada de los franceses, los franciscanos volvieron al edificio y empezaron su reparación. En 1821, durante el Trienio Liberal, el Ayuntamiento propuso la creación de la plaza y tomar una parte del convento para ampliar las casas capitulares. El convento fue exclaustrado y desamortizado en 1835. En parte del mismo se instaló el cuartel del Primer Batallón de la Guardia Nacional. En 1840 la Junta Popular de Gobierno tomó la decisión de demolerlo y, en 1843, el convento y figuraba como derruido.
En 1850 el Estado cedió al Ayuntamiento la propiedad del terreno donde había estado el convento de San Francisco y del desamortizado convento de San Buenaventura. Del convento de San Francisco se conservó el arquillo y la capilla de San Onofre y del convento de San Buenaventura se derribó el cenobio. Las capillas del lado del evangelio de la iglesia de San Buenaventura se derribaron para hacer la calle Bilbao.
La construcción de la plaza Nueva fue realizada por el arquitecto municipal Balbino Marrón y Ranero a partir de 1852. En 1856 habían finalizado las construcciones de las zonas norte, sur y oeste de la plaza.
En 1857 el Ayuntamiento expropió las casas anejas que tenía el edificio en la plaza de San Francisco para ampliar la casa consistorial y que toda la manzana fuese de propiedad municipal. En 1857 la ciudad iba a ser visitada por Isabel II y todavía no habían empezado las obras en aquella parte, por lo que el arquitecto municipal Balbino Marrón y Ranero y el profesor de escenografía Salvador Montesinos realizaron un trampantojo gigante que pusieron en esa zona para mostrar como quedaría terminado.
Las obras de la casa consistorial comenzaron en marzo de 1858. Balbino Marrón realizó una fachada neoclásica para la plaza Nueva. El interior del edificio fue reformado entre los años 50 y 60 con planos de Balbino Marrón.
En 1866 el Ayuntamiento estimó que la galería realizada por Hernán Ruiz el Joven en el siglo XVI se encontraba en ruinas y encargó su demolición. En 1867 José Amador de los Ríos protestó contra esto en la Real Academia de Bellas Artes de San Fernando de Madrid y su director, Federico Madrazo, realizó una queja formal ante el Ayuntamiento que no fue atendida. Demetrio de los Ríos construyó en su lugar una ampliación de la casa consistorial, continuando la fachada plateresca del siglo XVI que daba a la plaza de San Francisco con un estilo neoplateresco. Los relieves fueron realizados entre finales del siglo XIX y el siglo XX.
La fachada de la plaza Nueva fue finalizada en 1867.
En 1863 el arquitecto José de la Coba diseñó una escalera para la zona central del edificio. En 1867 Manuel Galiano realizó otro proyecto para la escalera central. Finalmente, Demetrio de los Ríos presentó otro proyecto para la escalera central en 1869, que fue el que se llevó a cabo.
En 2007 el techo de la sala capitular baja, del siglo XVI, fue restaurado y la sede de los plenos se trasladó al salón Colón, de 1870. Tras esto, el salón Colón quedó como la nueva sala de plenos del Ayuntamiento de Sevilla.

### sigloXX
En 1890 la Academia de Bellas Artes de Sevilla consideró positiva la idea de colocar una reja frente a la zona del siglo XVI de la casa consistorial. Francisco Aurelio Álvarez Millán diseñó una reja neorrenacentista en 1891, aunque la Academia la consideró demasiado simple y le añadió elementos decorativos similares a los de la reja de la capilla de la Visitación de la catedral de Sevilla. La reja fue realizada por la fundición Santa Matilde y fue colocada en 1914. No obstante, la reja impedía que el monumento se apreciase adecuadamente, por lo que Andrés Parladé, conde de Aguiar, presidente de la Comisión de Monumentos, la retiró en 1919.
La fachada construida por Balbino Marrón y Demetrio de los Ríos de la plaza de San Francisco fue esculpida por varios autores en un estilo neoplateresco: Pedro Domínguez López entre 1897 y 1900, José Ordóñez Rodríguez entre 1914 y 1915 y entre 1928 y 1929 y Manuel Echegoyán entre 1955 y 1974.
En 1928 se realizó la reforma de la estancia del antiguo Juzgado de Fieles Ejecutores para que fuese la sede de la alcaldía. El proyecto fue realizado por Antonio Arévalo y aprobado por la Comisión de Monumentos, presidida por Carlos Cañal. En esta obra se transformó la puerta que había junto al arquillo en una ventana, colocando piedra labrada en la parte inferior y una reja con una vidriera en la parte superior. Además, se hizo una puerta en la parte sur de la estancia para dar acceso a la alcaldía desde el arquillo.

## Colección de arte
El tríptico de la Mendicidad es una obra de arte sacro de comienzos del siglo XVI proveniente del hospital de San Hermenegildo, fundado por el cardenal Cervantes en 1455. El hospital de San Hermenegildo fue cerrado en 1837 y el tríptico fue llevado al hospital de las Cinco Llagas. Posteriormente, fue llevado al asilo de San Fernando, que era propiedad del Ayuntamiento. Tras esto, fue llevado a la sala capitular alta de la casa consistorial. En 2014 fue restaurado y trasladado a la sala capitular baja. Es una obra del gótico tardío que muestra la Virgen María con el Niño Jesús en el centro, a San Miguel Arcángel a la izquierda y a San Bartolomé Apóstol a la derecha.
La Virgen de las Cerezas es un cuadro de la Virgen María con el Niño Jesús. Es una copia de hacia 1551 de una obra de Jan Gosaert de 1535. El cuadro fue donado por Manuel Martínez de Anderica al antiguo Museo Arqueológico Municipal en 1891.
La casa consistorial alberga varios cuadros del siglo XVII de autor anónimo: Cristo Crucificado, la Piedad, Inmaculada Concepción Niña, San Gregorio, San Agustín, San Ambrosio, Fernando III el Santo (de hacia 1630), San Miguel Arcángel y dos cuadros con la Cabeza de San Juan Bautista.
En 1653 Juan de Valdés Leal realizó cuatro cuadros para la iglesia del convento de Santa Clara de Carmona: El obispo de Asís entregando la palma a santa Clara, La profesión de santa Clara, El milagro de santa Inés, La procesión de santa Clara y la retirada de los sarracenos y La muerte de santa Clara. En 1910 los cuatro cuadros fueron adquiridos por Jorge Bonsor, que dividió los cuadros en trozos más pequeños. El cuadro de la procesión y la retirada fue dividido en dos, con cada cuadro representando una escena. Los dos cuadros, La procesión de santa Clara y La retirada de los sarracenos, fueron expuestos en el pabellón de Arte Antiguo de la Exposición Iberoamericana de 1929. Posteriormente, fueron adquiridos por el hispanista estadounidense Archer Huntington, que los donó al Ayuntamiento de Sevilla el 3 de abril de 1929. El 10 de septiembre de 1930 fueron depositados en el Museo de Bellas Artes de Sevilla. En 1983 se situaron en la sala capitular alta de la casa consistorial.
Otra obra del siglo XVII es el retrato de Martínez Montañés (Francisco Varela, 1616), que se encontraba en la biblioteca pública del convento de San Acacio, que en el siglo XVIII estaba regentada por el Ayuntamiento. La biblioteca fue cerrada en el siglo XIX y el cuadro fue llevado a la casa consistorial.
La casa consistorial también tiene un cuadro de la Inmaculada Concepción realizado por Lucas Valdés de entre finales del siglo XVII y principios del siglo XVIII.
Entre los cuadros del siglo XVIII se encuentran la Vista de Sevilla (anónimo, 1726) y un cuadro con las Santas Justa y Rufina (Juan de Espinal, 1760). El consistorio también tiene un cuadro de Santa Justa y otro de Santa Rufina, realizados por Salvador Gutiérrez de la Vega en el siglo XIX.
En 1849 Antonio de Orleans, duque de Montpensier, y su esposa, María Luisa de Borbón, se instalaron en el palacio de San Telmo de Sevilla, donde hicieron una colección de arte. En 1898 los hijos del duque, Antonio e Isabel, donaron al Ayuntamiento de Sevilla 51 cuadros con retratos de españoles ilustres. Muchos son de pintores sevillanos del siglo XIX.

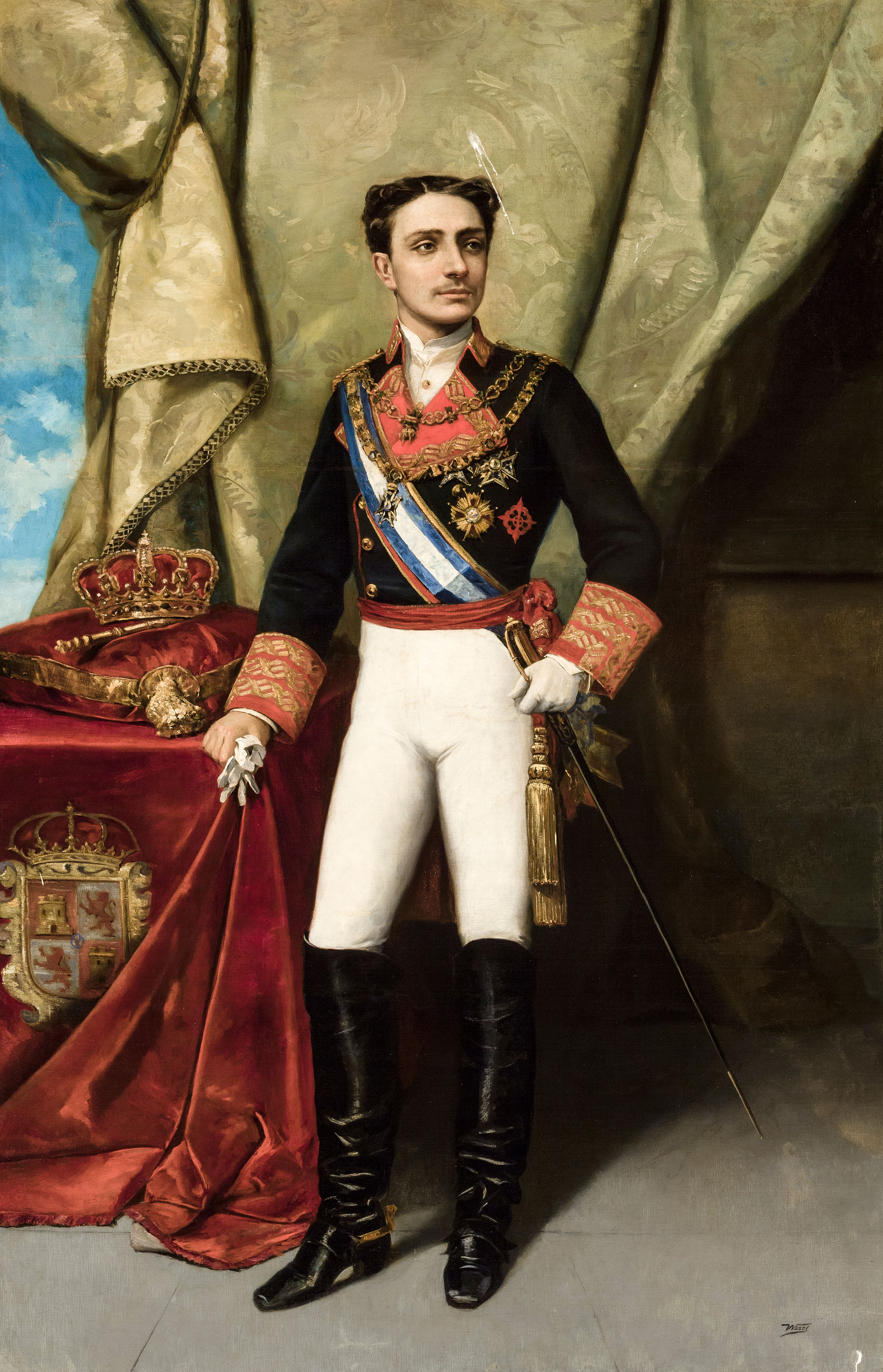
Alfonso XII.

En lo que respecta a retratos de reyes y reinas, el Ayuntamiento tiene los siguientes: San Fernando (anónimo, hacia 1630), Al-Xataf entregando las llaves de la ciudad de Sevilla a san Fernando (Juan de Espinal, siglo XVIII), San Fernando (Antonio Cabral Bejarano, 1856), Alfonso X el Sabio (Joaquín Domínguez Bécquer, 1857), Pedro I (Joaquín Domínguez Bécquer, 1857), Fernando el Católico (Joaquín Domínguez Bécquer, 1859), Isabel la Católica (Joaquín Domínguez Bécquer, 1859), Carlos II (Juan Carreño de Miranda, siglo XVII),, Felipe V (anónimo, siglo XVIII), Isabel de Farnesio (anónimo, siglo XVIII), Fernando VI (anónimo, siglo XVIII), Bárbara de Braganza, Carlos III (anónimo, siglo XVIII), Fernando VII (Luis de la Cruz y Ríos, 1831), María Cristina de Borbón (Luis de la Cruz y Ríos, 1831), Isabel II (anónimo, siglo XIX), Francisco de Asís de Borbón, Visita de Isabel II a la quinta de San Antonio en Córdoba, Alfonso XII (Manuel Ussel de Guimbarda, 1875), El rey Alfonso XII contemplando en la capilla Real el cuerpo incorrupto de san Fernando (José María Romero López, 1883), El rey Alfonso XII firmando el acta de colocación de la primera piedra del monumento a San Fernando (José María Romero López, 1883), María de las Mercedes de Orleans y Borbón (Manuel Cabral Bejarano, 1878), María de las Mercedes de Orleans y Borbón (José María Romero, 1878), María Cristina de Habsburgo y Alfonso XIII (Gonzalo Bilbao, 1890), Alfonso XIII a caballo (Georges Scott, 1923), Juan Carlos I (Rafael Cidoncha, 2004) y Felipe VI (Juan Valdés, 2015).
La casa consistorial también alberga dos bustos de bronce: el del delegado municipal Alberto Jiménez Becerril y el de su esposa, Ascensión García Ortiz, asesinados por la banda terrorista ETA en 1998. Los dos bustos fueron realizados por Miguel García Delgado en 2007.

## Descripción

### Exterior
En la plaza de San Francisco el edificio tiene tres plantas. La planta alta es más baja que las otras dos y fue construida en el siglo XIX. El conjunto se encuentra sobre un pequeño podio. La fachada tiene sus elementos distribuidos con pilastras en la planta baja y columnas en la primera planta. La zona con relieves tiene motivos grutescos, medallones con bustos masculinos y femeninos, la cruz de san Andrés con el toisón de oro y las columnas de Hércules con el lema Plus Ultra. Sobre la ventana que hay en la planta superior del apeadero hay un relieve con el escudo de Sevilla, en el que aparece san Fernando en su trono flanqueado por san Isidoro y san Leandro. Uno de los medallones representa a Julio César y bajo el mismo aparece un letrero que dice S. P. Q. HIS., que significa Senatus Populusque Hispalensis (Senado y Pueblo de Sevilla, en latín). Esto es una versión local del S. P. Q. R. romano. A ambos lados de la puerta de la fachada este hay dos ventanas que tienen en su parte superior dos escudos con el símbolo NO8DO.
El arquillo está flanqueado por dos hornacinas con estatuas de Hércules y Julio César. Según la tradición local, la ciudad fue fundada por Hércules y fue amurallada por Julio César. Como el arquillo daba acceso al convento de San Francisco, el arquillo tiene simbología religiosa: la parte superior está flanqueada por sendos escudos con las Cinco Llagas de Jesucristo y cordones franciscanos y sobre la clave del arco hay un medallón con la Virgen María entre dos ángeles.
La puerta este del edificio tiene como relieves el escudo imperial en un lado y el escudo de Sevilla en el otro. Del mismo modo, en la parte de abajo tiene dos cartelas donde está escrito en latín todo el Salmo 15 de la Biblia. La puerta del apeadero tiene relieves que muestran, en la parte superior, a dos soldados con las columnas de Hércules y, en la zona intermedia, dos inscripciones de pasajes en la Biblia en latín: Ezequiel 45:9 en un lado y Sabiduría 6:6 en el otro.
La fachada principal, que da a la plaza Nueva, es de estilo neoclásico.
En la fachada oriental, la que mira hacia la Plaza de San Francisco, presenta una cruz, que a lo largo del tiempo ha sido cambiada varias veces. Nada tiene que ver con el último auto de Fé ocurrido en 1781, que muchos creen sin fundamento, de hecho existen pruebas de la existencia de una cruz en dicho lugar antes de dicha fecha. En el grabado de 1668 de Louis Meunier, parece que hay una cruz adosada a la pared, junto a la puerta del apeadero del ayuntamiento, aunque no está muy claro; sin embargo existen dos pruebas claras de que la cruz ya existía con anterioridad al auto de fe; en el grabado de Pedro Tortorello “procesión del Corpus” realizado en 1738, se puede apreciar una cruz sobre peana junto a la fachada, 43 años antes del último Auto de Fe, y en una de las obras de la serie realizada por Domingo Martínez “Gran Mascarada” realizada en 1748, festejo patrocinado por la Real Fábrica de Tabacos para celebrar la subida al trono de Fernando IV, se aprecia perfectamente una cruz en el rincón de la fachada del ayuntamiento, 33 años antes del último Auto de Fe. Lo más probable es que conmemore un carnero o fosa común de la peste de 1649

### Interior

#### Planta baja
El apeadero está decorado con elementos góticos y renacentistas platerescos. Las bóvedas están divididas en dos sectores: uno con símbolos propios de Carlos I; el águila bicéfala, el toisón de oro, las columnas con el Plus Ultra y la corona imperial; y otro con símbolos propios de san Fernando; el escudo de Castilla y León y la corona real. También tiene la siguiente inscripción:

Aquí daremos a todos sus derechos sin discriminación alguna, aquí por eso, de la justicia, en cuya casa estamos, pide la entrada tú que solicitas justicia sin ningún miedo, pues los padres de la patria hacen valer fácilmente la justicia, pero está advertido para soportar una cruel repulsa tú quien quiera que seas, si solicitas algo injusto de la ciudad.

La sala capitular baja fue el lugar de reunión del cabildo municipal entre el siglo XVI y 2007. Sobre la puerta de entrada hay un relieve con el escudo de Sevilla y la inscripción Sconcilii Nobilissime Civitatis Hispalensis (Consejo de la Noble Ciudad Hispalense, en latín).
La sala está cubierta por una bóveda y cada uno de los muros tiene un testero con relieves. La bóveda tiene 36 casetones con todos los reyes y reinas de España.
En el testero del muro delantero hay un relieve de Cristo crucificado en el Calvario, flanqueado por la Virgen María y San Juan Evangelista. A la derecha hay un ángel con una cartela con las palabras que le dijo el ángel del Señor a Abraham en el sacrificio de su hijo y a la izquierda está Abraham con una espada y su hijo de rodillas junto a unos troncos atados. A ambos lados del conjunto hay dos cartelas con el símbolo NO8DO. En el testero que hay enfrente se encuentran figuras alegóricas de las siete virtudes: las tres teologales (Fe, Esperanza y Caridad) y las cuatro cardinales (Justicia, Prudencia, Fortaleza y Templanza). En el testero del muro este hay símbolos de Carlos I: el escudo imperial flanqueado por Hércules y Julio César, las columnas con el lema Plus Ultra y la cruz de San Andrés con el toisón de oro. En el testero del muro oeste hay símbolos que hacen referencia a la Reconquista y a san Fernando: el escudo de Sevilla, dos jinetes derrotando a sus enemigos, un castillo y un grupo de prisioneros moros.
La sala tiene un friso con relieves y medallones con bustos, donde están retratados Carlos I, Isabel de Portugal y Hércules. Bajo este friso hay una moldura con tres inscripciones en latín, que en español dicen: "Todos los hombres que consultan de cosas dudosas deben estar vacíos de odio, ira, amistad y misericordia, donde estas cosas ofuscan no fácilmente el ánimo procura lo verdadero" (Salustio); "No te dejes arrastrar al mal por la muchedumbre. En las causas no respondas porque así responden otros, falseando la justicia" (Éxodo 23:2); y "Oídlos y juzgad lo que es verdadero, sea él ciudadano, sea él peregrino, ninguna distinción habrá de personas; así escucharéis al pequeño y al grande, y no atenderéis ninguneando a la persona".
Junto a la sala capitular baja hay otra sala, construida para ser sede de un juzgado y que, en el siglo XX, pasó a ser usada como alcaldía.
El antecabildo es una estancia que da acceso a la sala capitular baja y a la escalera del siglo XVI, por la que se accede a la primera planta. La escalera es de tres tramos. El primer tramo está cubierto por una cúpula baja con querubines y serpientes. Los otros dos tramos están cubiertos por una cúpula alta que está decorada con personajes de la mitología clásica, lo que era propio del Renacimiento. Bajo la cúpula hay cuatro esquinas con forma de venera.

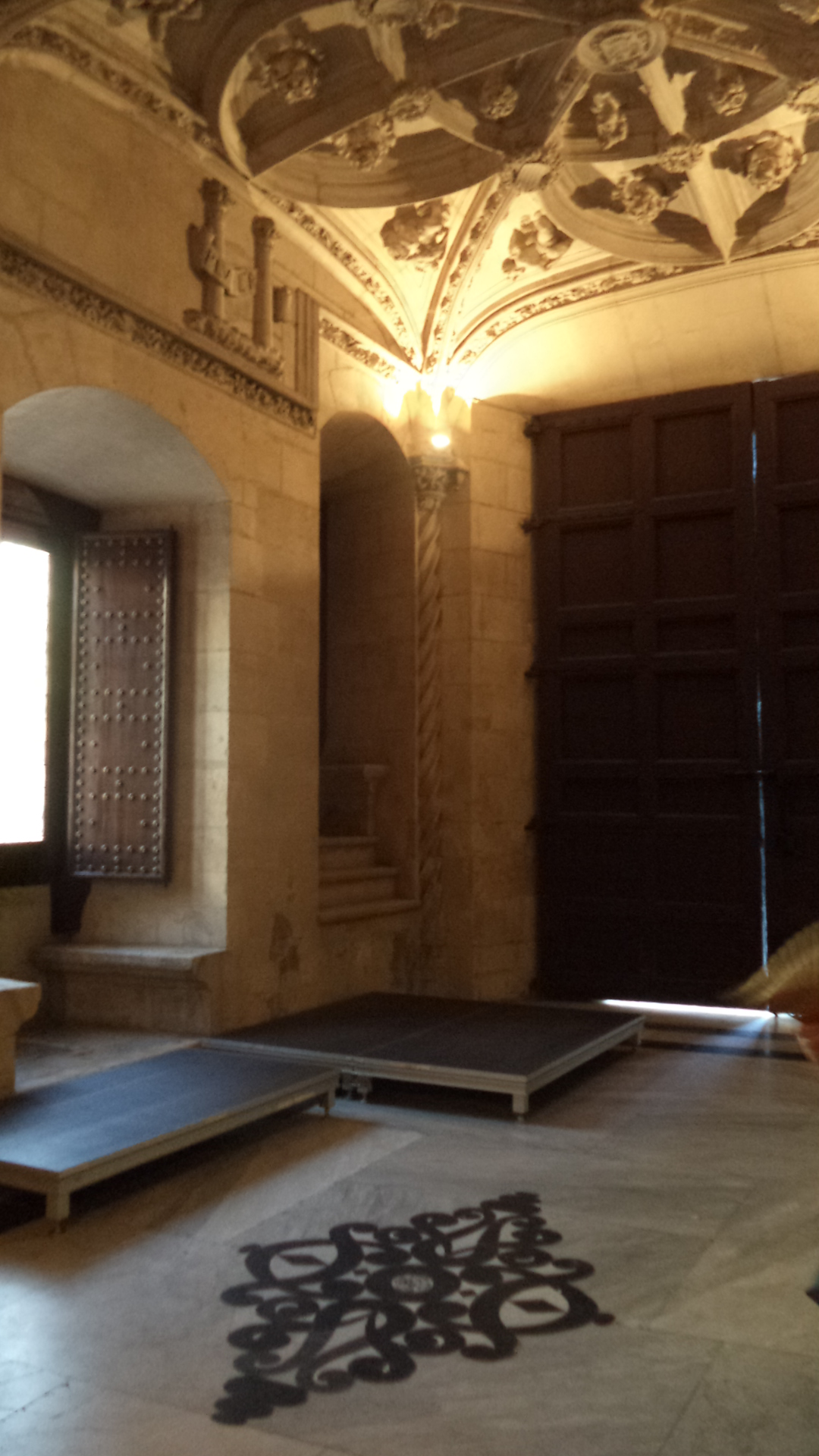
El apeadero.
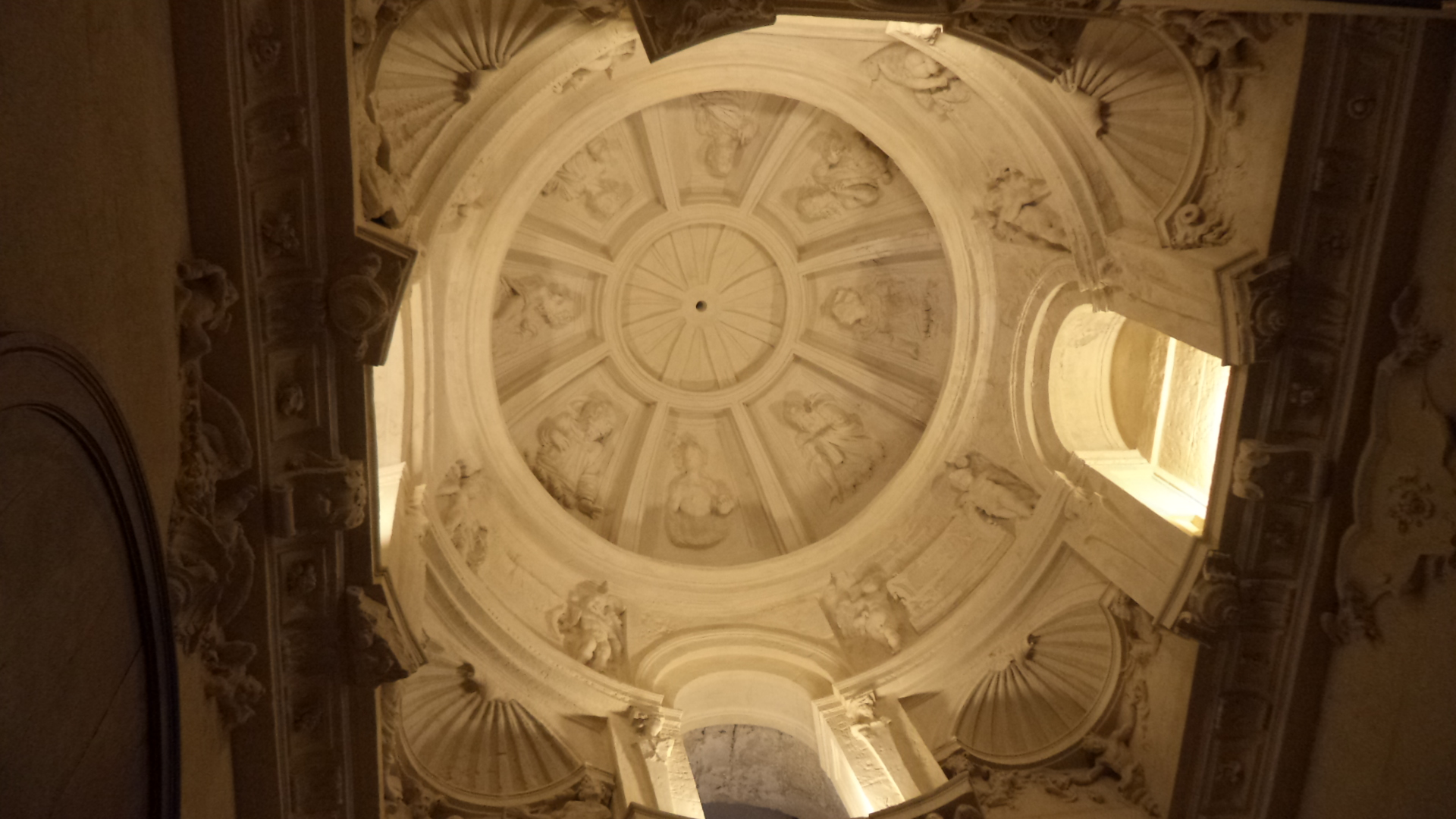
Cúpula alta de la escalera.
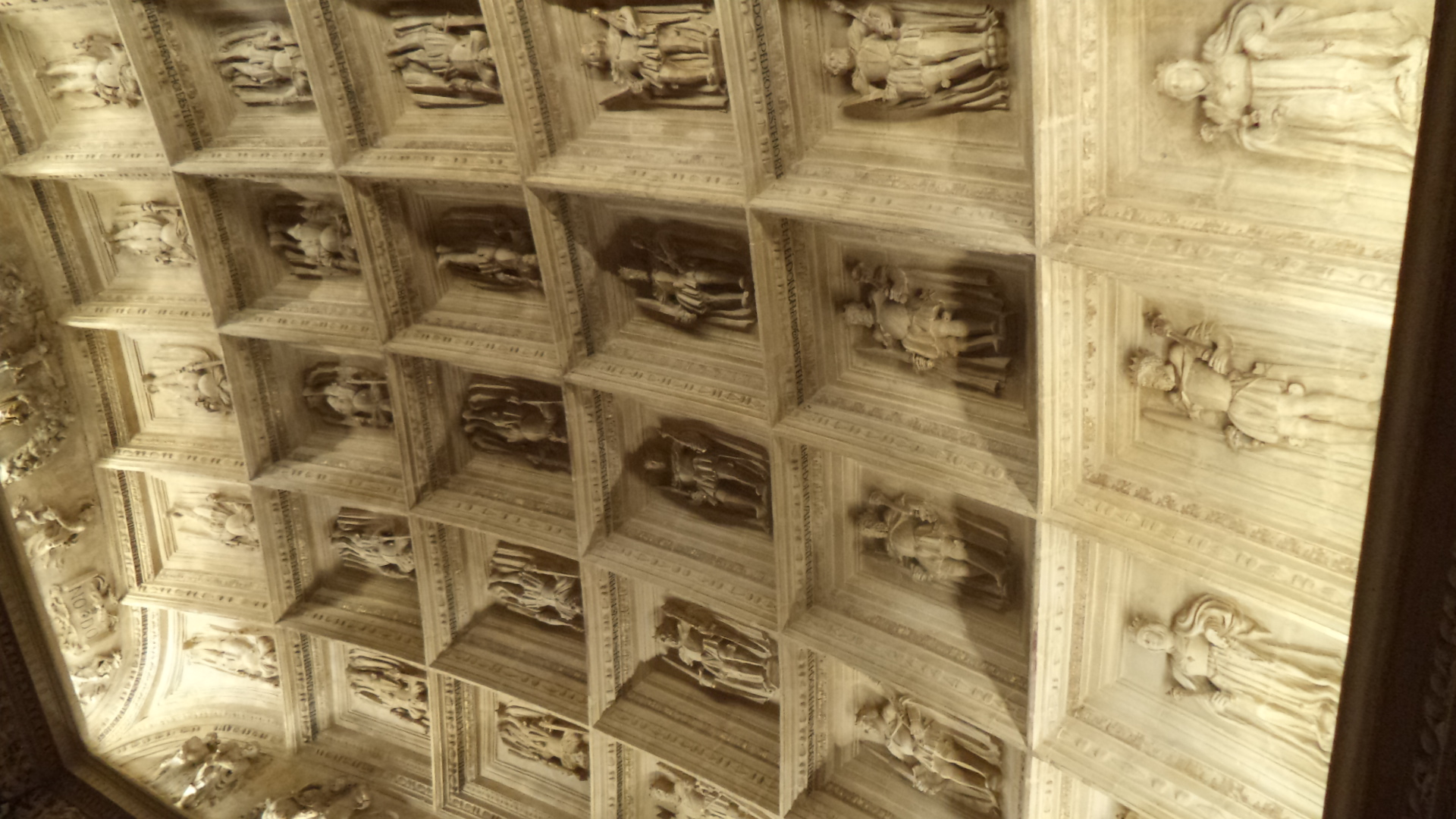
Techo de la sala capitular baja.
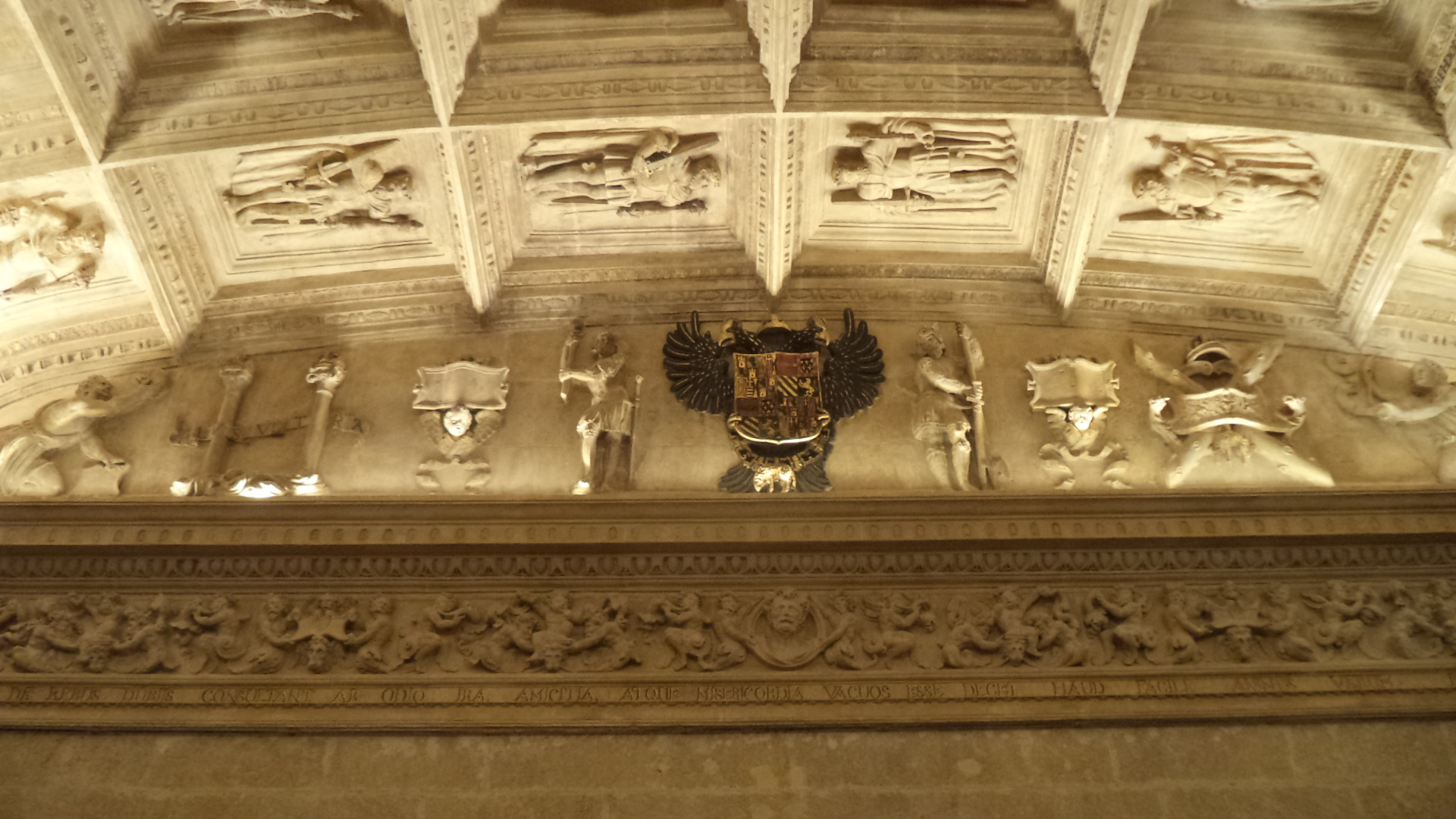
Escudo de Carlos V flanqueado por Hércules y Julio César. A un lado se encuentra la cruz de Borgoña y al otro las columnas de Hércules.
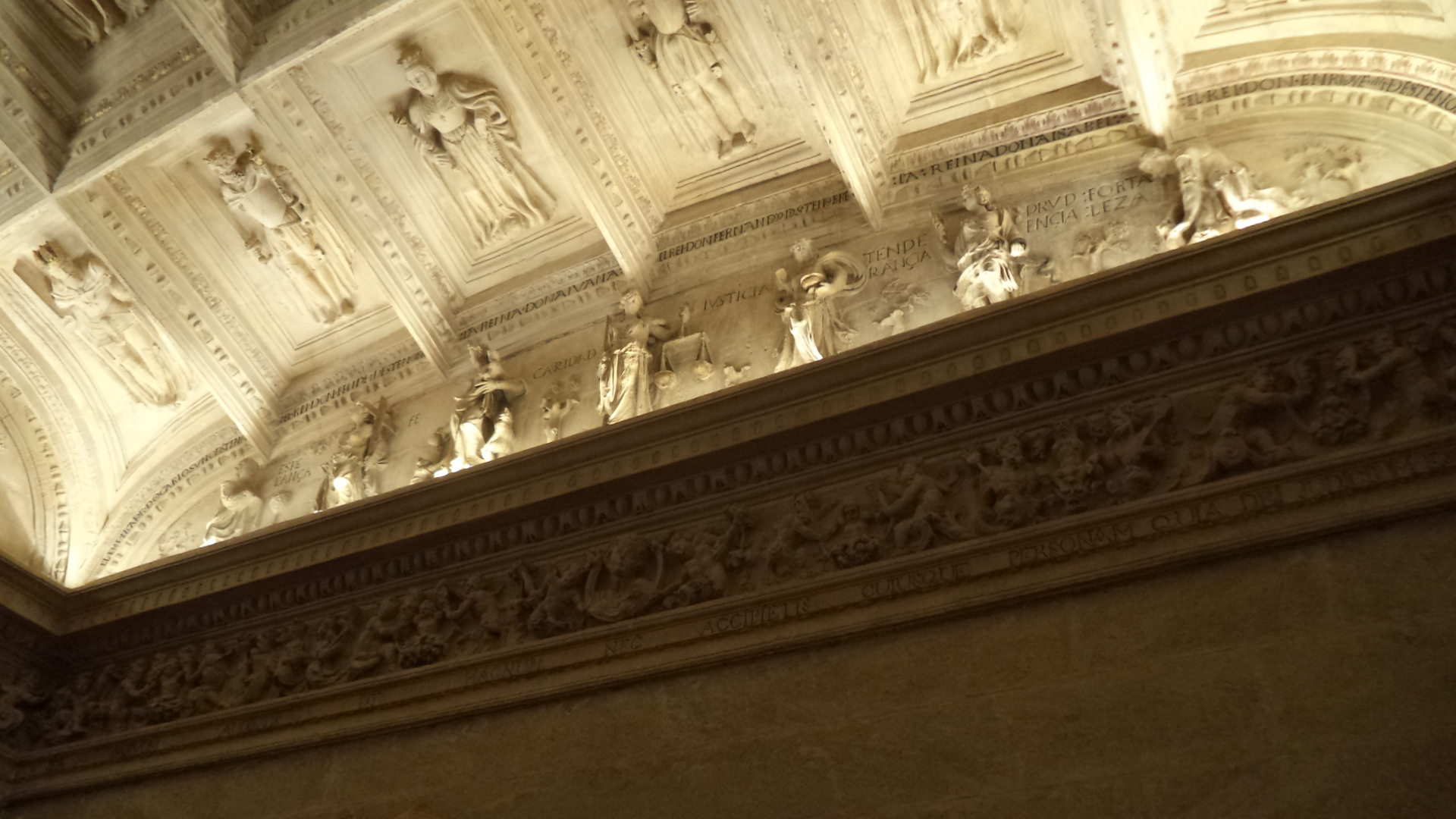
Las virtudes que deben regir lo público.

El resto de las estancias y la escalera principal, en el centro del edificio, fueron realizadas en el siglo XIX.

### Primera planta
La escalera termina en el vestíbulo de la primera planta. Esta sala está cubierta por una bóveda decorada con rosetas y tiene dos puertas. La puerta de la izquierda tiene un friso con niños y guirnaldas de flores. La puerta de la derecha da acceso a la antigua biblioteca, que es una habitación rectangular situada sobre el apeadero. Por la biblioteca se accede a la sala capitular alta, que se encuentra sobre la sala capitular baja.
La sala capitular alta tiene bancos de piedra en los muros laterales. Está cubierta por un artesonado de madera dorada con casetones octogonales. En el centro de la parte inferior de cada lado hay un escudo de la ciudad de Sevilla y en los cuatro ángulos hay escudos de Castilla y León. En el centro de la parte superior está el escudo de Felipe II. Es donde se reúne el consejo de gobierno municipal.
La sala del archivo es una estancia rectangular. En cada una de las dos paredes más amplias del rectángulo hay dos parejas de columnas. En la pared este hay unos pilares con hornacinas. En el centro hay una pilastra decorada con relieves grutescos.
El salón Colón está decorado con retratos reales de la dinastía de los borbones. Es el salón de plenos desde 2007.
El antiguo comedor de gala es una habitación rectangular que alberga la colección de retratos donada por los sucesores del duque de Montpensier. Esta estancia da acceso al balcón de la plaza Nueva.

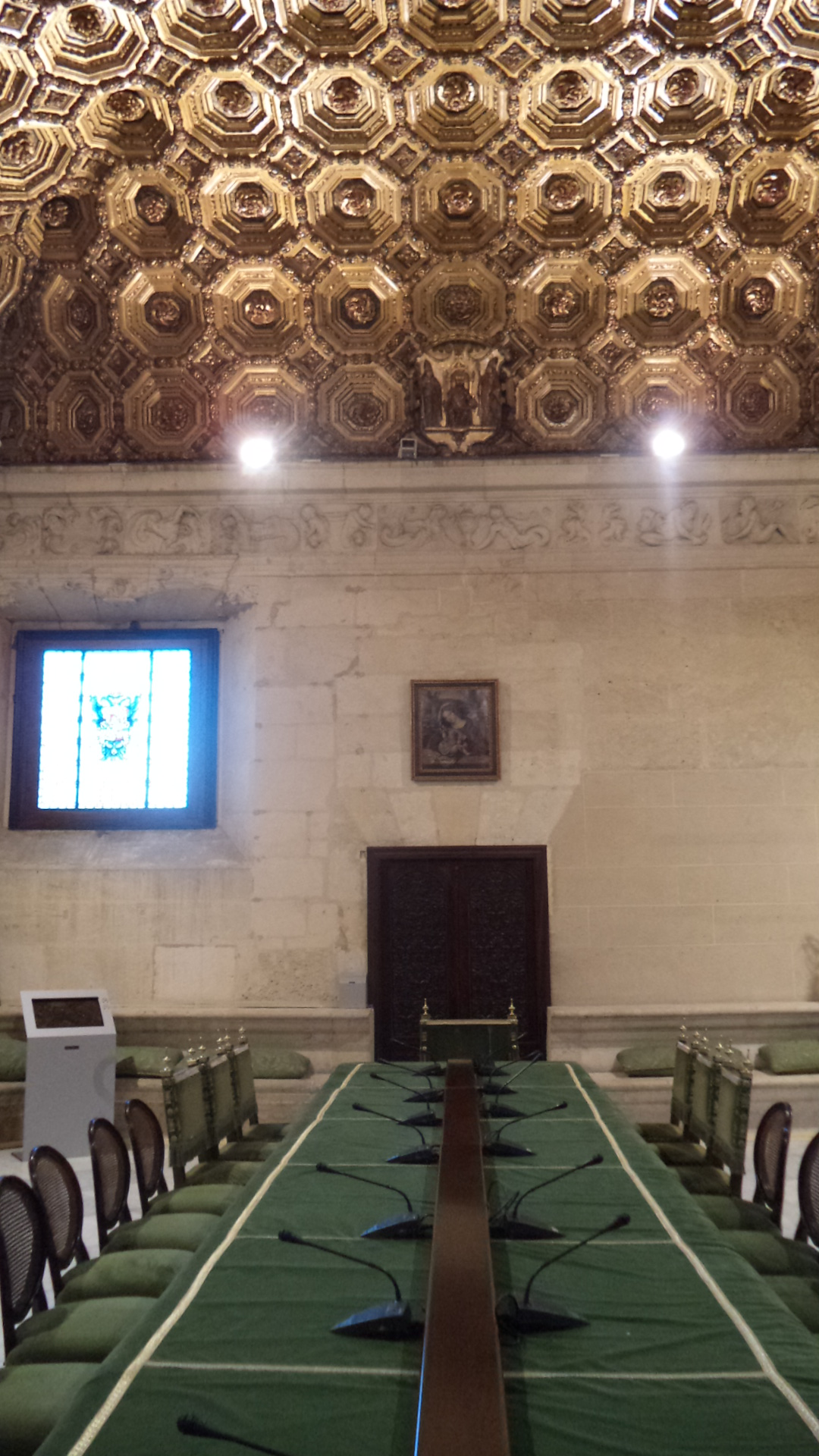
Sala capitular alta.
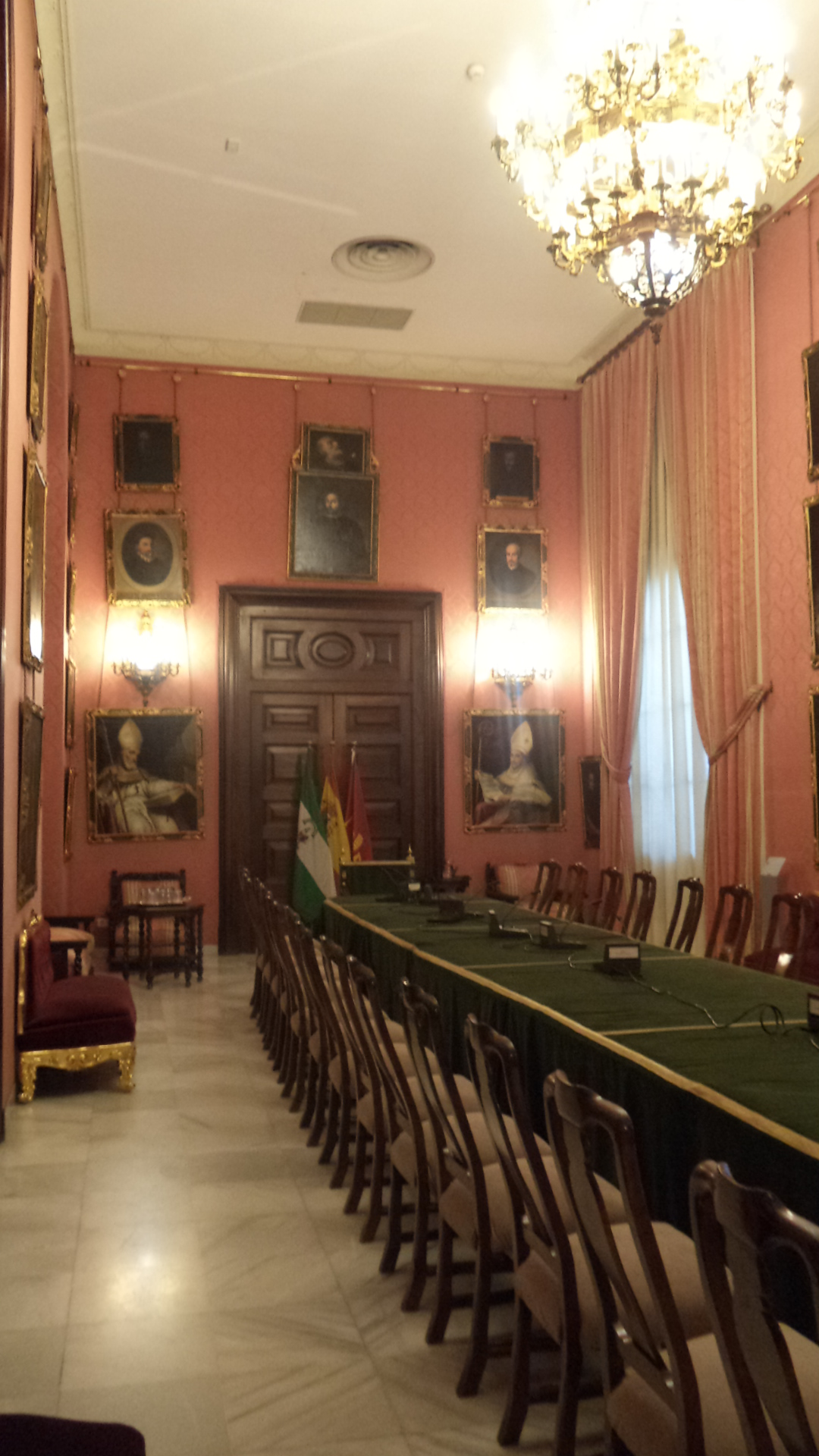
Antiguo comedor de gala.
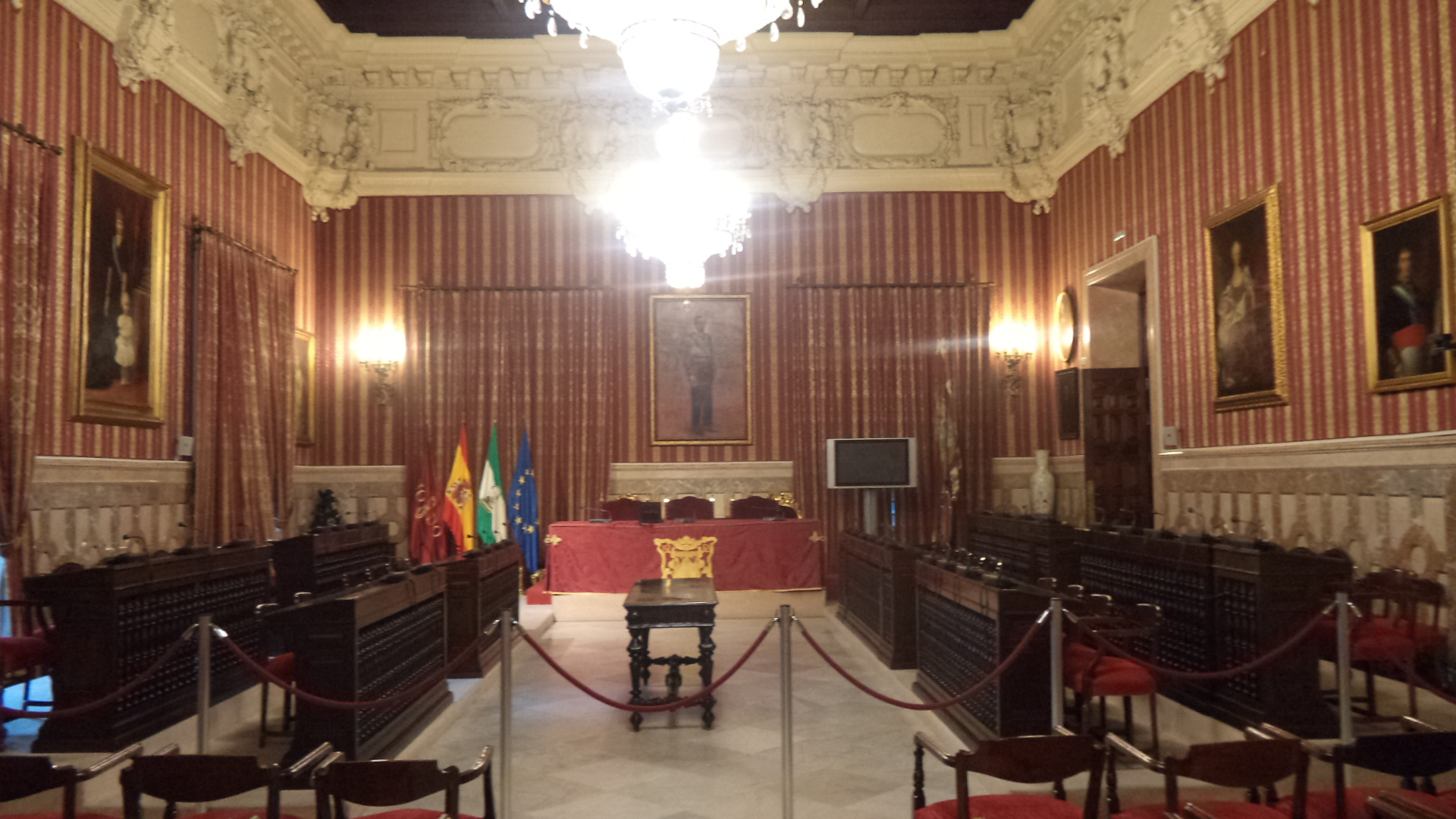
Salón Colón.